# Теребовлянська центральна районна клінічна лікарня
Теребовлянська центральна районна клінічна лікарня — лікувальний заклад у м. Теребовлі Тернопільської області України.

## Історія
Архівних матеріалів про медичну Теребовлянщину за часів Австро-Угорщини не збереглось.
За часів Польщі повітовим лікарем у Теребовлі був Вітольд Стелля, лікарем «каси хворих» — Поліщук. Медична допомога населенню надавалася також приватними лікарями, які приймали хворих вдома за досить великі гроші. Приватною практикою займалися дитячий лікар Бомле, терапевти Сасс, Гарматій, Воробець, Деницький, акушер-гінеколог Калин, зубні лікарі Кальберт, Штерн. У межах нинішнього Теребовлянського району не було жодної лікарні.
Після вторгнення радянської влади в 1939 році на території теперішнього Теребовлянського району при райвиконкомі були створені Теребовлянський, Микулинецький, Золотниківський, Струсівський і Буданівський райздороввідділи. Одночасно було відкрито лікарні: в Теребовлі на 50 ліжок, в Микулинцях — на 25 ліжок; у Сороцькому відкрито протитуберкульозний, а в Підгайчиках дитячий санаторії.
За час німецької окупації мережа медичних закладів була частково зруйнована.
У 1944 лікарні відкрито заново, зокрема в Теребовлі на 35 ліжок. Для підготовки середніх медичних працівників у Теребовлі в 1950 створено медичне училище, яке функціонувало до 1959.
У 1962—1963 Золотниківський, Микулинецький, Струсівський, Буданівський райони ліквідовані, відбулася реорганізація медичної мережі. Лікарні в Золотниках і Микулинцях стали номерними районними лікарнями, а в Буданові і Струсові — дільничними. Теребовлянська лікарня стала центральною районною, відтоді вся мереж лікувальних закладів району підпорядковується їй. Тут сконцентрувалась уся спеціалізована медична допомога.
Наприкінці 1980-х — на початку 1990-х дещо покращено матеріально-технічної базу лікарні, добудовано і реконструйовано приміщення, завдяки чому відкрито неврологічний, травматологічний та реанімаційний, поліклінічний відділи. Придбано деяку сучасну медапаратуру (апарат ультразвукового дослідження, фіброгастроскоп, нова рентгендіагностична апаратура, тощо).

## Персонал

### Головні лікарі
- Ярослав Стиранка — 1987—?[1]
- Михайло Степанович Никеруй — нині

### Лікарі
- Ярослав Стиранка — лікар-статист (1981—1983), заступник головного лікаря (1983—1987), головний лікар